# Sedum fragrans
Sedum fragrans är en fetbladsväxtart som beskrevs av H.'t Hart. Sedum fragrans ingår i Fetknoppssläktet som ingår i familjen fetbladsväxter. Inga underarter finns listade i Catalogue of Life.